# Creaseyita
La creaseyita és un mineral de la classe dels silicats. Rep el nom en honor del professor Saville Cyrus Creasey (Portland, Oregon, EUA, 17 de juliol de 1917 - 19 de desembre de 2000) geòleg de la U.S. Geological Survey, en reconeixement dels seus estudis geològics sobre localitats d'Arizona, en particular de la mina Mammoth-St. Anthony.

## Característiques
La creaseyita és un silicat de fórmula química Pb₂Cu₂Fe³⁺₂(Si₄․₆₇Al₀․₃₃)O₁₅․₃₃(OH)₃·H₂O. Va ser aprovada com a espècie vàlida per l'Associació Mineralògica Internacional l'any 1974. Cristal·litza en el sistema ortoròmbic.
Segons la classificació de Nickel-Strunz, la creaseyita pertany a «09.HH - Silicats sense classificar, amb Pb» juntament amb els següents minerals: macquartita, luddenita, plumbotsumita i molibdofil·lita.

## Formació i jaciments
Va ser descoberta a la mina Mammoth-Saint Anthony, situada a la localitat de Tiger, al comtat de Pinal (Arizona, Estats Units). També ha estat descrita en altres indrets del mateix estat, així com als estats de Califòrnia, Montana, Nevada i Nou Mèxic. A fora dels Estats Units també ha estat trobada a Mèxic, Xile, Itàlia, Escòcia i Sud-àfrica.